# Hermann Brunnhofer
Hermann (Gottlieb) Brunnhofer (* 16. März 1841 in Aarau, Kanton Aargau; † 28. Oktober 1916 in München) war ein Schweizer Philologe und Orientalist.

## Leben
Sein Vater war der Messerschmied Gottlieb Brunnhofer. Von 1861 bis 1865 studierte er Philologie in Bonn und Berlin und wurde wissenschaftlicher Mitarbeiter in Oxford. 1868 bis 1873 war er Lehrer in Frick und am Lehrerseminar Wettingen. 1871 wurde er an der Universität Zürich promoviert.
Als Nachfolger von Heinrich Kurz (1805–1873) wurde er Bibliothekar an der Aargauer Kantonsbibliothek. In den ersten Jahren seiner Amtszeit gelangte eine Reihe grösserer Schenkungen in die Aargauer Kantonsbibliothek, darunter die Bibliotheken der Herren May von Rued und von Schöftland (1877), die Bibliothek Rauchenstein (1879) und die umfangreiche Broschürensammlung von Augustin Keller (1883). Zum Hauptwerk Brunnhofers wurde die Konzeption eines umfassenden systematischen Fachkatalogs. Er war auch erster Präsident der Mittelschweizerischen Geographisch-Commerciellen Gesellschaft. Nach einer Anklage wegen angeblicher Sittlichkeitsvergehen wurde er 1888 mit dem Vorwurf der unordentlichen Amtsführung seines Amtes enthoben.
1889 wurde er Lehrer in Goldingen (Lettland), wohin drei Jahre zuvor das Lehrerseminar verlegt wurde. 1891 bis 1901 diente er als Übersetzer in Sankt Petersburg. Danach war er in Bern Dozent für Urgeschichte, historische Topografie, russische Sprache und Literatur. 1908 wurde er zum Professor ernannt und 1915 zog er nach München.

## Veröffentlichungen
- Gala (galaktos), lac (lactis): der graecoitalische Name der Milch. Ein monographischer Beitrag zur ältesten Empfindungsgeschichte der indogermanischen Völker. Dissertation Zürich 1871
- Fach-Katalog der aargauischen Kantonsbibliothek; 1881
- Giordano Bruno’s Weltanschauung und Verhängniss. Fues, Leipzig 1882 (Digitalisat und E-Text der HU Berlin).
- Ueber den Geist der indischen Lyrik, mit Original-Uebersetzungen aus der Hymnensammlung des Rigveda den Spruchdichtern und Hâla's Anthologie volksthümlicher Liebeslieder; 1882
- Festgedicht zur Eröffnungsfeier des Saalbaus von Aarau, 16. December 1883
- Der Indienfahrer Anquetil Duperron: Vortrag gehalten in Aarau den & . Februar 1883
- Ueber den Ursitz der Indogermanen; 1884
- Die Aesthetik der Sprachen: Ein neues Gebiet des Naturschönen; 1886
- Zur Bereicherung des Handfertigkeitsunterrichts; 1887
- Festschrift zur Feier der am 9. Juni 1889 in Rom stattfindenden Enthüllung des Denkmals Giordano Bruno's; 1889
- Giordano Bruno’s Lehre vom Kleinsten als die Quelle der Prästabilirten Harmonie von Leibnitz; 1890 (zu Monade (Philosophie))
- Vom Pontus bis zum Indus; 1890
- Goethe's Bildkraft im Lichte der ethnologischen Sprach- und Mythen-Vergleichung; 1890
- Culturwandel und Völkerverkehr; 1891
- mit Ėsper Ėsperovich Ukhtomskīĭ (1861–1921): Orientreise seiner kaiserlichen Hoheit des Grossfürsten-Thronfolgers Nikolaus Alexandrowitsch von Russland, 1890–1891; Band 2
- Vom Aral bis zur Gangâ: historisch-geographische und ethnologische Skizzen zur Urgeschichte der Menschheit; 1892
- Urgeschichte der Arier in Vorder- und Centralasien: Historisch-geographische untersuchungen über den ältesten schauplatz des Rigveda und Avesta; Band 3, 1893
- Russlands Hand über Asien: historisch-geographisches Essays zur Entwickelungsgeschichte des russischen Reichsgedankens; 1897
- Homerische Rätsel: die homerischen Epitheta ornantia etymologisch und historisch-geographisch gedeutet; 1899
- Russlands Aufschwung oder Niedergang?: Eindrücke und Zukunftsträume auf einer Wolgareise von Kasan bis Astrachan im Spätsommer 1905; 1906
- Os̈tliches Werden: Kulturaustausch und Handelsverkehr zwischen Orient und Okzident von der Urzeit bis zur Gegenwart; 1907
- Arische Urzeit; 1910
- Das Buch der hundert Pfade Çatapatha Brahmana; 1910
- Katechismus des Friedensgedankens; 1914
- Iran und Turan: Historisch-Geographische und Ethnologische Untersuchungen Über Den Ältesten Schauplatz Der Indischen Urgeschichte; 1923
- Die schweizerische Heldensage im Zusammenhang mit der deutschen Götter- und Heldensage